# جويل روزنباوم
جويل روزنباوم (بالإنجليزية: Joel Rosenbaum)‏ هو عالم أحياء أمريكي، ولد في 4 أكتوبر 1933 في ماسينا في الولايات المتحدة.